# Technická univerzita v Eindhovenu
Technická univerzita v Eindhovenu (nizozemsky: Technische Universiteit Eindhoven), zkratka TU/e, je veřejná technická univerzita v nizozemském městě Eindhoven. Založena byla 23. června 1956 pod názvem Technische Hogeschool Eindhoven. Škola je rozdělena na devět fakult (departmentů), všechny jsou orientovány technicky. V roce 2023 měla téměř 13 tisíc studentů. Většina studentů platí školné. Podle žebříčku QS World University Rankings 2024 jde o 124. nejlepší vysokou školu na světě (51. v Evropě) a 78. nejlepší technickou školu světa. K nejznámějším pedagogům na škole patřil nositel Nobelovy ceny Archer Martin, držitel Turingovy ceny Edsger Dijkstra nebo matematik Nicolaas Govert de Bruijn.